# دریای ایرلند

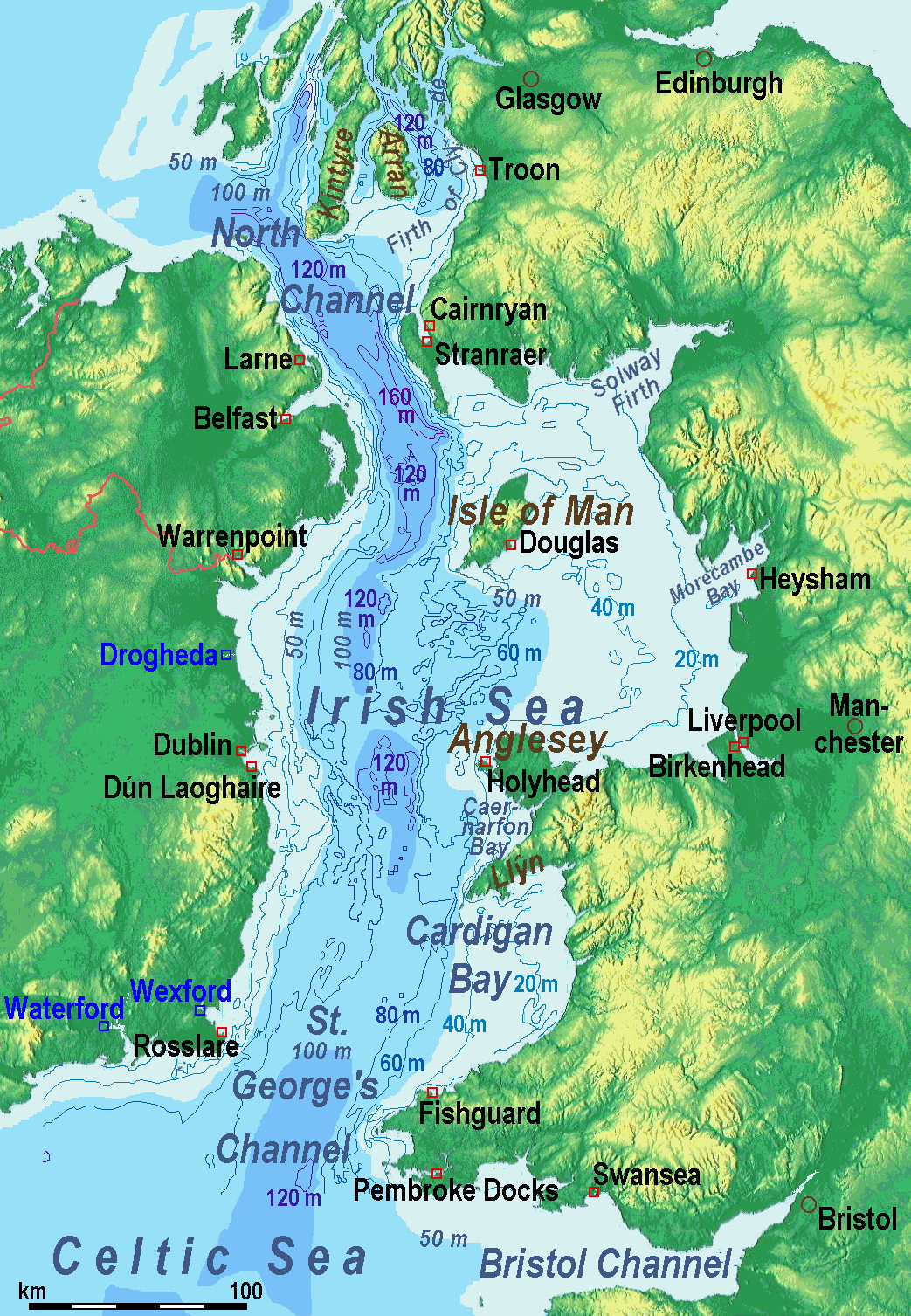
نقشه‌ای ازدریای ایرلند. بنادر با نقاط قرمز مشخص شده‌اند.

دریای ایرلند (به انگلیسی: Irish Sea) (که با نام‌های دریای مان و دریای مانکس نیز شناخته می‌شود) دریایی است واقع در میان بریتانیا و ایرلند که این دو جزیره را از هم جدا می‌کند. بزرگ‌ترین جزیره در این دریا جزیره من نام دارد.
این دریا از لحاظ اقتصادی و بازرگانی منطقه مهمی به‌شمار می‌رود. ترابری، ماهیگیری و تولید نیرو به واسطه نیروی باد یا نیروگاه‌های هسته‌ای از این جمله فعالیت‌ها هستند. آمد و شد سالانه بین دو جزیره بریتانیا و ایرلند که از طریق این دریا صورت می‌گیرد در حدود ۱۲ میلیون نفر مسافر و ۱۷ میلیون تن کالا برآورد می‌شود.